# セーダッパッティ
セーダッパッティ（சேடப்பட்டி：Sedapatti）は、インド南部のタミル・ナードゥ州マドゥライ県にある都市。

## 政治
セーダッパッティ選挙区では、2001年の州議会議員選挙ではAIADMKのC・ドゥライラージャンが当選し、2006年の州議会議員選挙でもDMKのG・ターラパティを僅差で抑えて連続当選を果たした。

## 都市の位置
| 県外 - チェンナイまで 478km - ティルッチラーッパッリまで 159km - コーヤンブットゥールまで 203km - カンニヤークマリまで 242km | 県内 - マドゥライまで 31km - ティルマンガラムまで 15km - ティルッパランクンダムまで 26km |